# Chennebrun
Chennebrun är en kommun i departementet Eure i regionen Normandie i norra Frankrike. Kommunen ligger i kantonen Verneuil-sur-Avre som tillhör arrondissementet Évreux. År 2022 hade Chennebrun 100 invånare.

## Befolkningsutveckling
Antalet invånare i kommunen Chennebrun
Referens:INSEE